# Hallelujah I Love Her So
"Hallelujah I Love Her So" is een nummer van de Amerikaanse muzikant Ray Charles. In 1956 verscheen het nummer als single. Een jaar later verscheen het ook op zijn debuutalbum Ray Charles.

## Achtergrond
"Hallelujah I Love Her So" is geschreven door Charles en geproduceerd door Jerry Wexler. Het nummer is losjes gebaseerd op "Get It Over Baby" van Ike Turner uit 1953. Het nummer bevat invloeden uit de gospelmuziek. De saxofoonsolo wordt gespeeld door Don Wilkerson. Het nummer werd uitgebracht als single en behaalde de vijfde plaats in de Amerikaanse r&b-lijst.
"Hallelujah I Love Her So" werd tussen regelmatig live gespeeld door The Quarrymen en diens opvolger, The Beatles. In mei 1960 nam de band als The Quarrymen een demo van het nummer op in het huis van Paul McCartney. Deze opname werd in 1995 uitgebracht op het compilatiealbum Anthology 1. De band speelde het nummer live tot 1962, toen ze inmiddels hun naam hadden veranderd in The Beatles. Een liveversie, opgenomen in de Star-Club in Hamburg, werd uitgebracht op het onofficiële livealbum Live! at the Star-Club in Hamburg, Germany; 1962. Op 22 januari 1969 namen The Beatles een volledige versie van het nummer op tijdens de opnamesessies voor het album Let It Be, maar deze werd nooit uitgebracht. Een opvallend detail is dat Tony Sheridan en Roy Young in 1961 het nummer coverden voor het album My Bonnie, waarop The Beatles op enkele nummers te horen waren als begeleidingsband van Sheridan. Op dit nummer speelden zij echter niet mee.
"Hallelujah I Love Her So" werd gecoverd door veel artiesten. Twee hitgenoteerde versies zijn afkomstig van Eddie Cochran (1959, #22 in het Verenigd Koninkrijk) en George Jones met Brenda Lee (1984, #15 in de Amerikaanse countrylijst). Andere artiesten die het hebben gecoverd, zijn The Animals, Harry Belafonte, Ben l'Oncle Soul (in het Frans als Demain j'arrête), The Blues Band, Eva Cassidy, Jamie Cullum, Ella Fitzgerald, Connie Francis, Crystal Gayle, Gerry and the Pacemakers, Raymond van het Groenewoud (in het Nederlands onder de titel Hallelujah, ze is van mij), Humble Pie, Hugh Laurie, Peggy Lee, Jerry Lee Lewis, Maceo Parker, Jerry Reed, David Sanborn, Guy Sebastian, Neil Sedaka, Frank Sinatra, Little Stevie Wonder (op het album Tribute to Uncle Ray) en Timi Yuro.